# بانکسیا میخی
بانکسیا (بانکیا) میخی، که معمولاً به نام چوب کبریت بانکیا (Quairading bankia) شناخته می‌شود، گونه ای از گیاهان گلدار در معرض خطر انقراض است که از خانواده شکرپارگان است. بومی در جنوب غربی استرالیای غربی، متعلق به زیرگروه بانکسیا است. آیزوستایلس، یک زیر جنس از سه گونه نزدیک (مرتبط) بانکسیا با گل آذین یا خوشه‌های گل که به شکل گنبد سر و جزئی از آن خوشه‌های گل بانکسیا هستند. یک درختچه یا درخت کوچک تا ۵ متر (۱۶ فوت) زیاد، دارای شاخ و برگ خاردار و گلهای صورتی و کرم است. نام رایج Matchstick Banksia از شکوفه‌های اواخر جوانه بوجود می‌آید که جوانه‌های منفرد آن شبیه چوب کبریت است. این گونه توسط عسل‌خوار‌ها (Meliphagidae) گرده‌افشانی می‌شود.
اگرچه بانکسیا میخی اولین بار قبل از سال ۱۸۸۰ جمع‌آوری شد، تنها در سال ۱۹۸۱ بود که گیاه‌شناس گیاهان استرالیا الکس جورج به طور رسمی گونه‌ها را توصیف و نام برد. از نظر ژنتیکی دو گروه متمایز وجود دارد، اما هیچ گونه شناخته شده‌ای وجود ندارد. این بانکزیا در طبقه‌بندی در معرض خطر طبقه‌بندی شده‌است و در بخش‌هایی از بوته‌های بقایای باقی مانده در منطقه‌ای که ۹۳ درصد از نظر کشاورزی پاک شده‌است، زنده مانده‌است. از آنجا که بانکسیا میخی در اثر آتش‌سوزی از بین می‌رود و از طریق دانه دوباره تولید می‌شود، نسبت به فراوانی آتش بوته بسیار حساس است - آتش‌سوزی‌هایی که طی چهار سال تکرار می‌شوند می‌توانند جمعیت گیاهانی را که هنوز به اندازه کافی رشد نکرده‌اند، از بین ببرند. Banksia cuneata به ندرت کشت می‌شود و شاخ و برگ گیاهان خاردار کاربرد آن را در صنعت گل‌های شاخه بریده محدود می‌کند.

## شرح

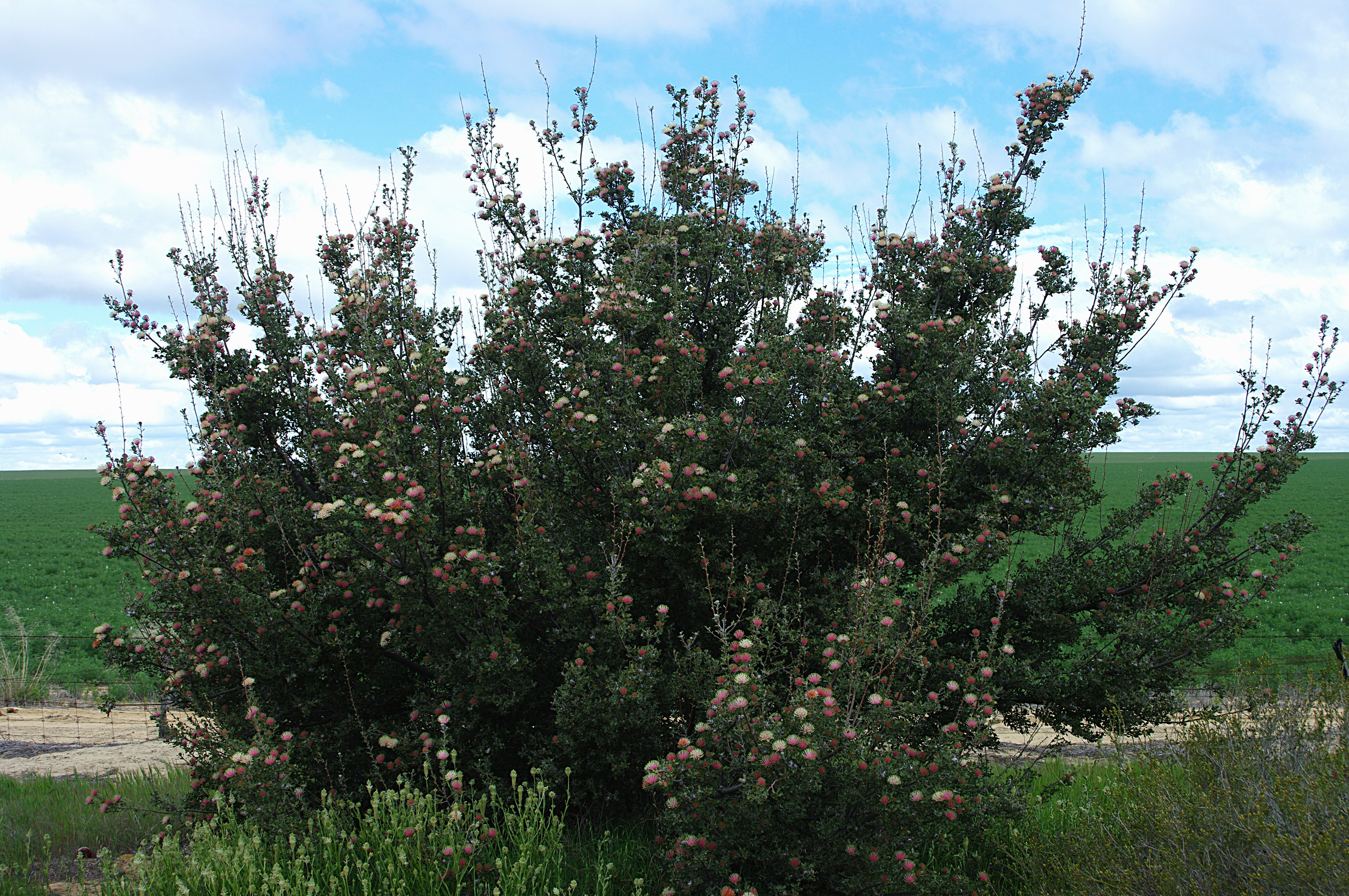
به‌طور معمول به عنوان درختچه ای با ارتفاع ۳ متر (۹٫۸ فوت)

بانکسیا میخی به صورت درختچه یا درخت کوچک تا ۵ متر (۱۶ فوت) رشد می‌کند بالا، بدون غده چوبی. این یک یا چند تنه اصلی با پوست خاکستری صاف و شاخه‌های زیادی دارد. ساقه‌های جوان پوشیده از موهای درشت است اما با افزایش سن ساقه‌ها از بین می‌روند. برگ‌ها به صورت قلمی با لبه‌های دندانه دار هستند و از یک طرف تا پنج دندان در امتداد هر طرف دارند. دامنه آنها از ۱ تا ۴ سانتیمتر (۰٫۳۹ تا ۱٫۵۷ اینچ) طولانی و ۰٫۵ تا ۱٫۵ سانتیمتر (۰٫۲۰ تا ۰٫۵۹ اینچ) پهن، روی دمبرگ ۲ تا ۳ میلی‌متر سطح فوقانی سبز مات است. مانند ساقه‌ها، هر دو سطح برگ در جوانی با موهای درشت پوشانده می‌شود، اما به زودی از بین می‌روند.

## طبقه‌بندی

### کشف و نامگذاری

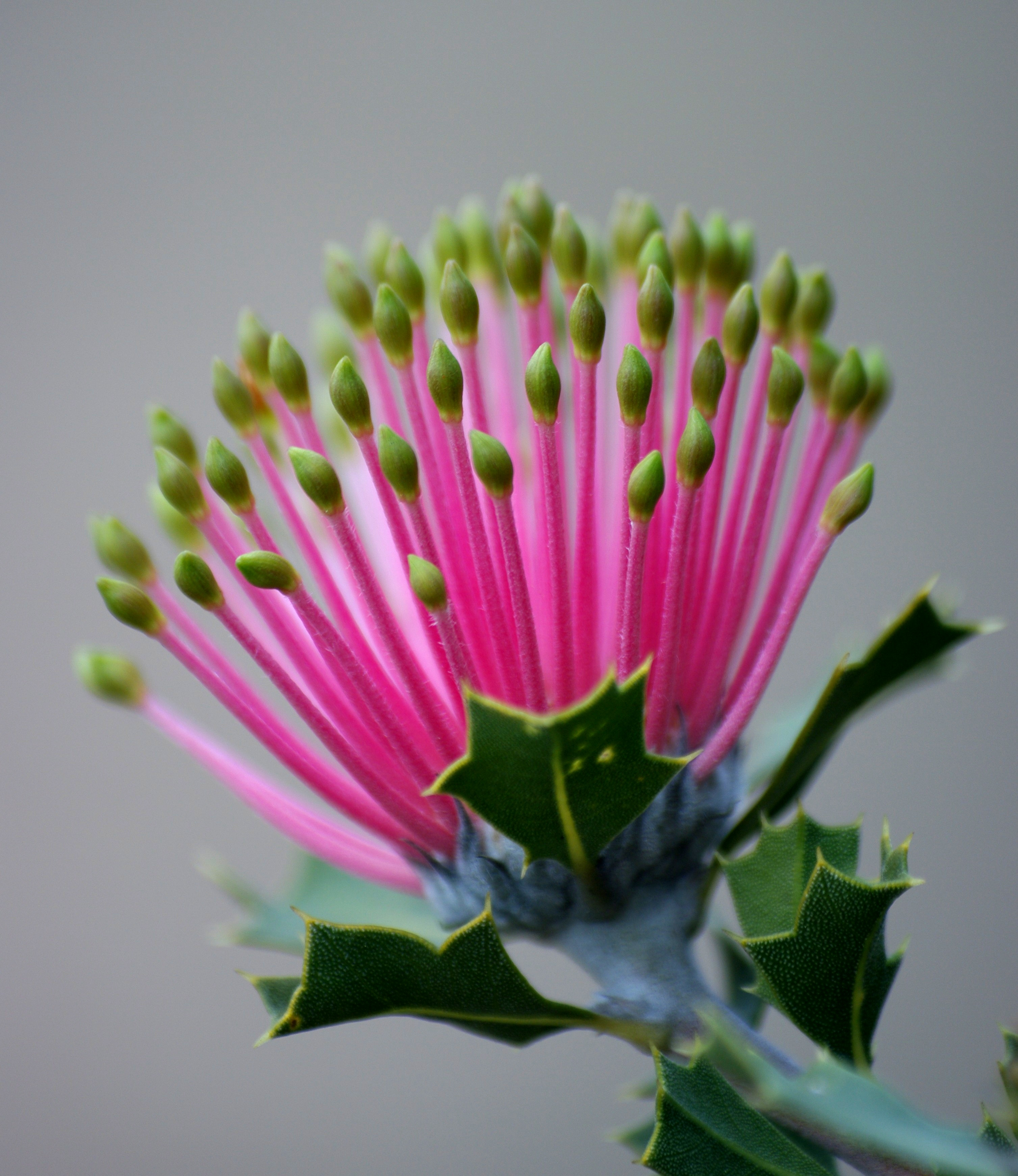
ظاهر «چوب کبریت» در اواخر جوانه باعث ایجاد نام مشترک می‌شود.

قدیمی‌ترین مجموعه نمونه شناخته شده‌است . ب. میخی توسط جولیا ولز تقریباً قبل از ۱۸۸۰. چه بعد تبدیل شدن به یک نمونه برای گونه‌های غربی گیاه‌شناس استرالیایی و BANKSIA متخصص جمع‌آوری شد الکس جورج در تاریخ ۲۰ نوامبر سال ۱۹۷۱، از Badjaling طبیعت رزرو، در حدود ۸ کیلومتر (۵٫۰ مایل) در شرق Quairading، در ۳۱°۵۹′ جنوبی ۱۱۷°۳۰′ شرقی / ۳۱٫۹۸۳°جنوبی ۱۱۷٫۵۰۰°شرقی. این گونه سرانجام توسط جورج نزدیک به یک دهه بعد، در تک نگاری خود در سال ۱۹۸۱ " جنس <i id="mwew">Banksia</i> Lf." (پروتئاسه) ". عنوان خاص از لاتین cuneatus ("قلمی شکل")، با توجه به شکل برگ است.
این گونه دارای تاریخ نامگذاری ناموزونی است: هیچ مترادفی ندارد و هیچ گونه یا گونه ای منتشر نشده‌است. این نام‌های مشترک Matchstick Banksia یا Quairading Banksia را دارد.
بانکیا
ب زیرمجموعه بانکیا (۳ بخش، ۱۱ سری، ۷۳ گونه، ۱۱ زیرگونه، ۱۴ گونه)
زیرمجموعه ایزوستیلیس
بایلی سی فولیا
باولیگانتا
ب میخی

## توزیع و زیستگاه

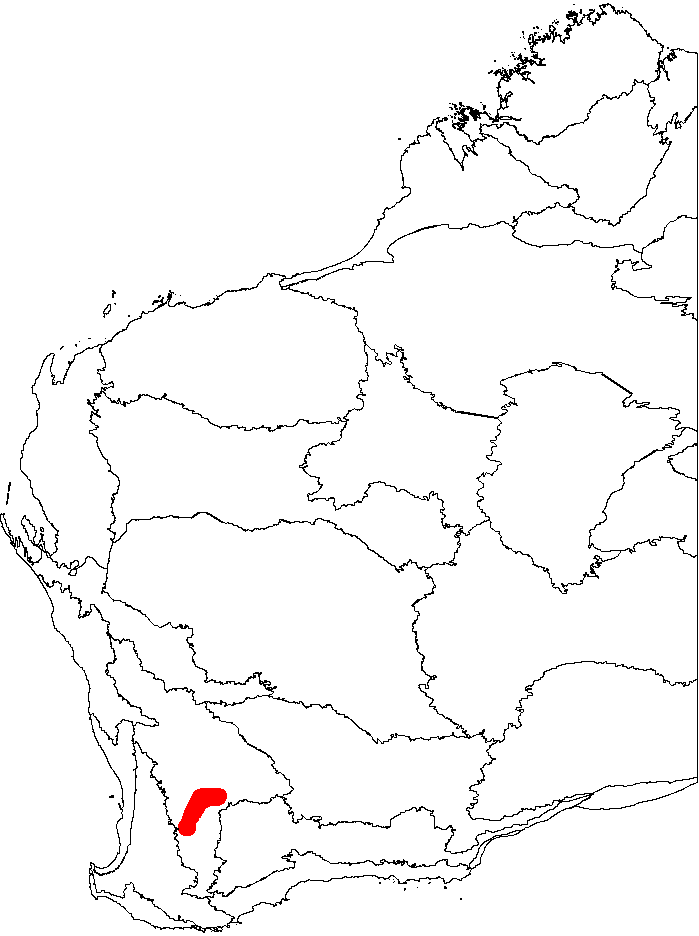
توزیع B. cuneata در استرالیای غربی

### محافظت از تنوع ژنتیکی

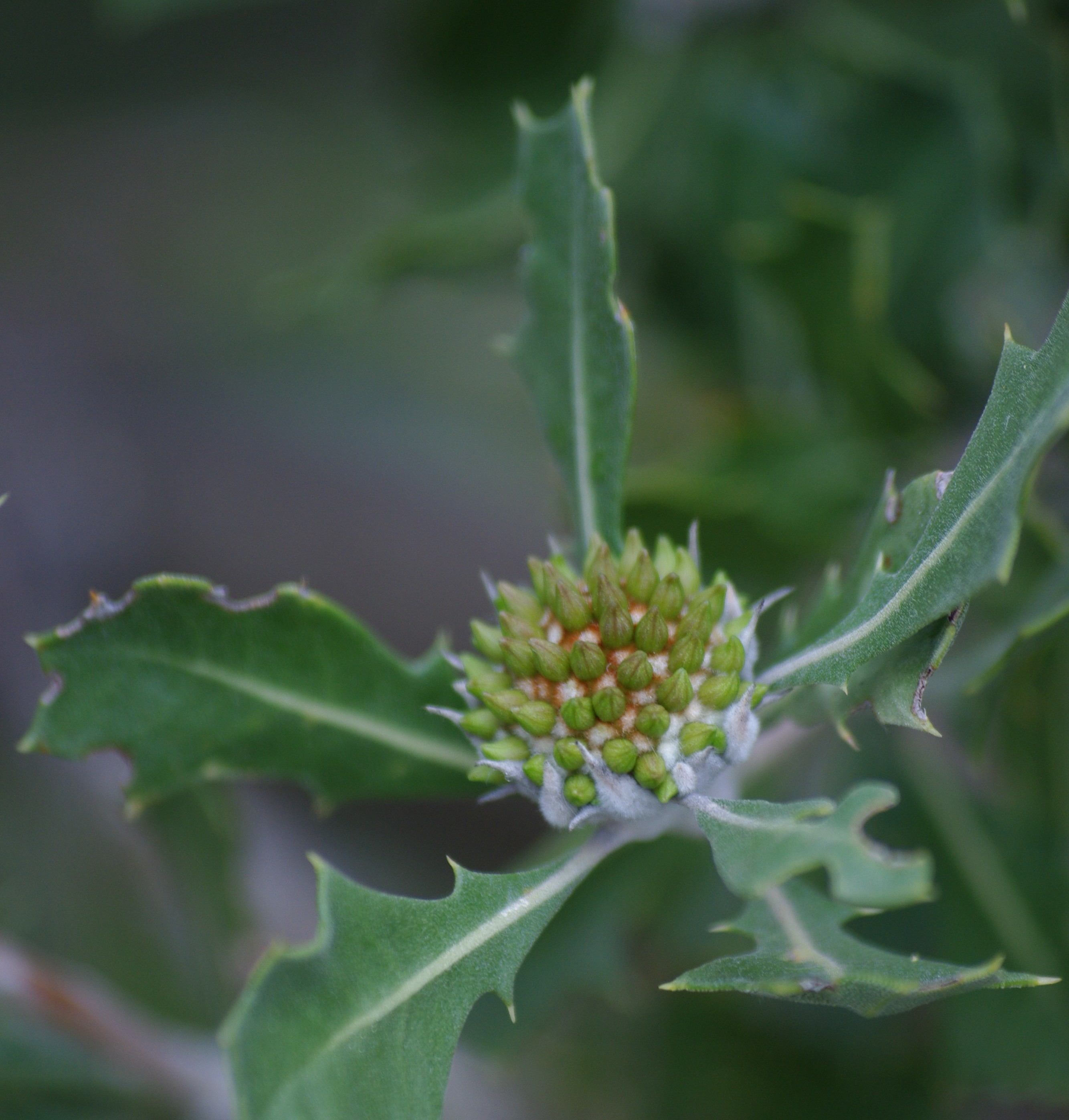
گلهایی مانند این یکی در اوایل جوانه، در انتهای شاخه‌ها رشد می‌کنند.

## چرخه زندگی و بوم‌شناسی

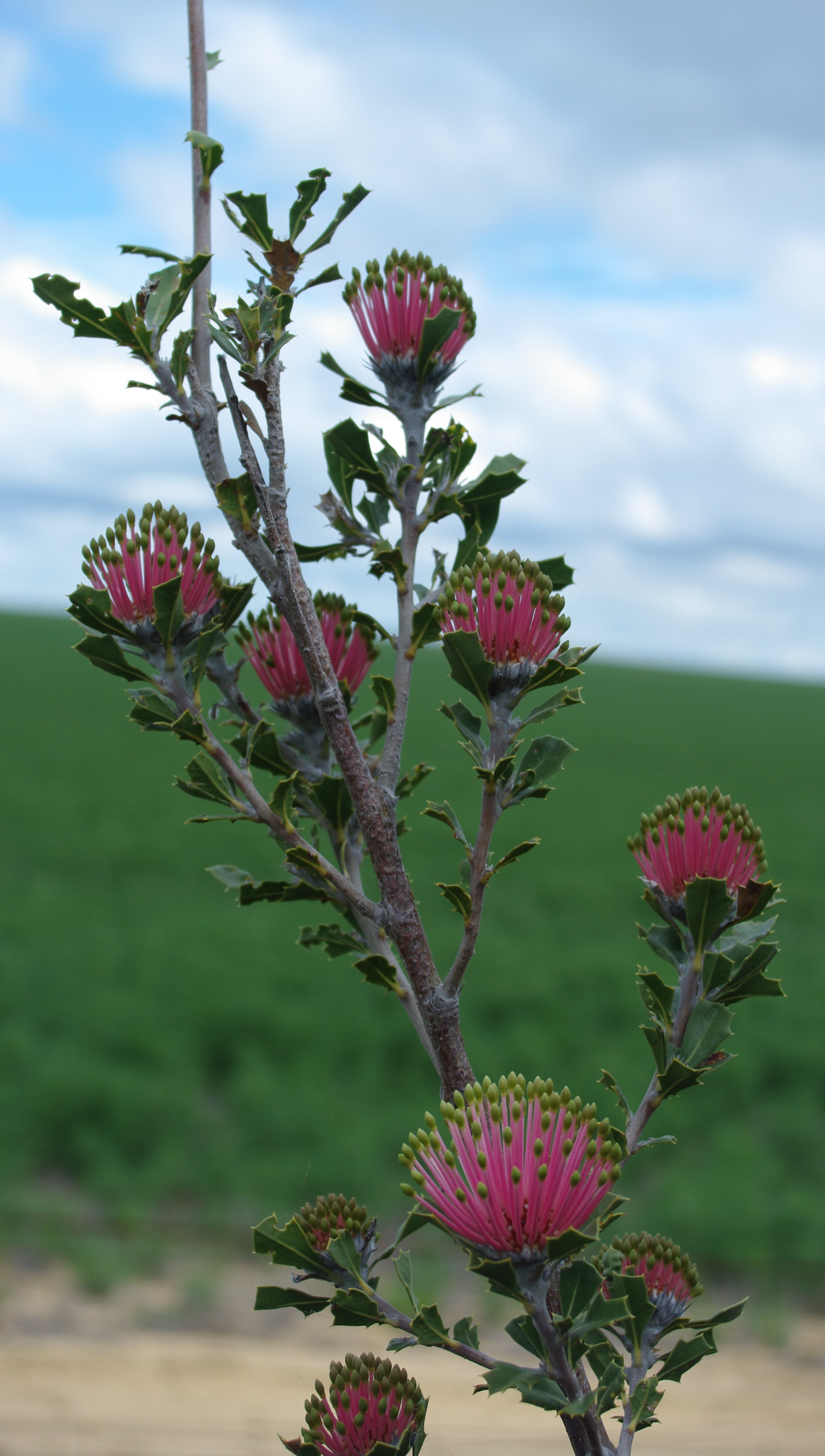
گل آذین‌ها در انتهای شاخه‌ها قرار دارند. این امر اغلب در مورد گیاهان جذب کننده پرندگان اتفاق می‌افتد، زیرا پرندگان با دید خود علوفه می‌کنند.

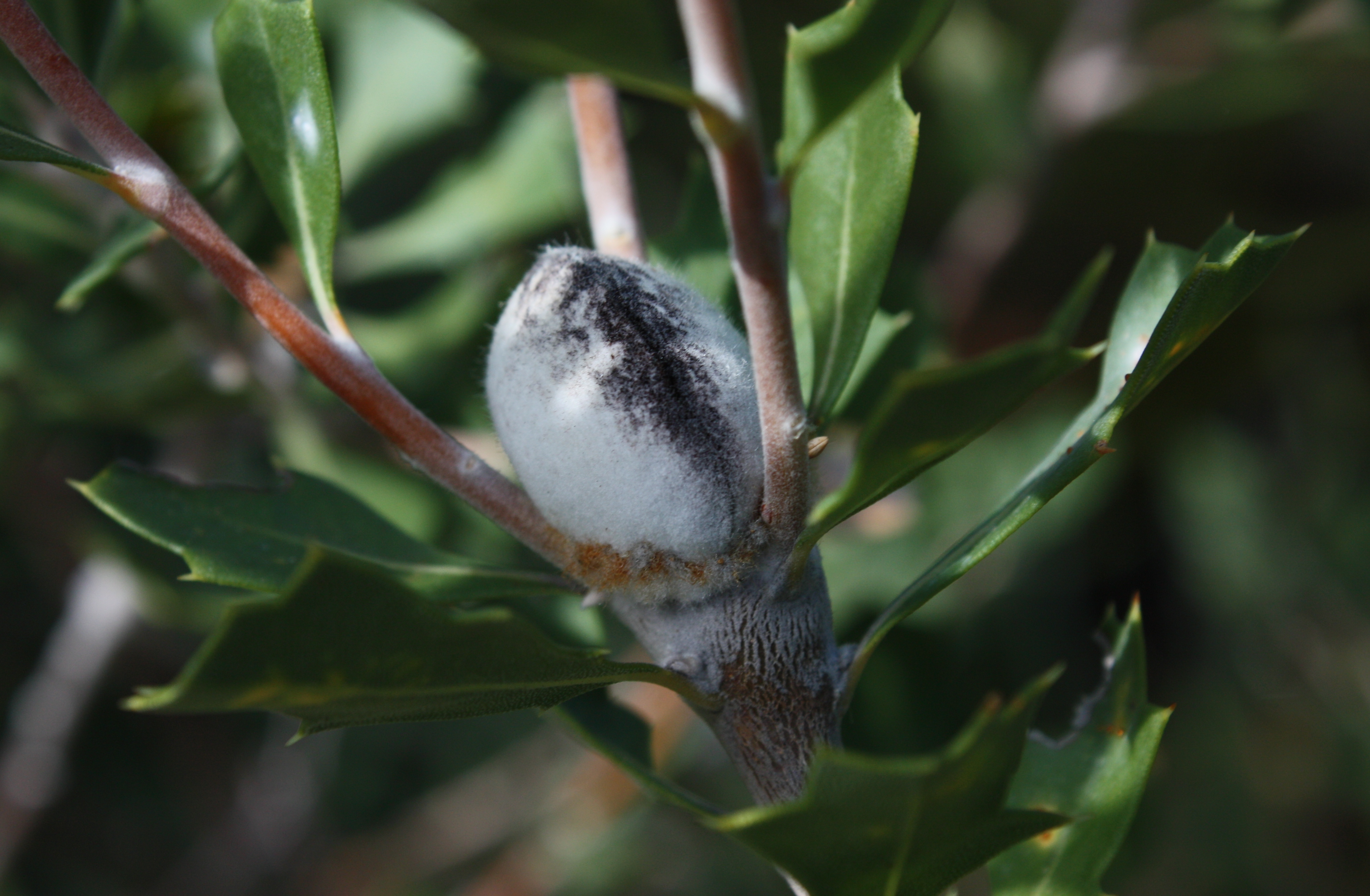
فولیکول چوبی

### بیماری
گورخر Phytophthora cinnamomi تهدیدی برای این گونه شناخته نشده‌است، اما آزمایش نشان داده‌است که بسیار حساس است. در یک مطالعه بالاترین میزان حساسیت از ۴۹ گونه Banksia مورد مطالعه را نشان داد، با ۸۰ درصد گیاهان در طی ۹۶ روزهای تلقیح با این بیماری و ۱۰۰٪ در طی یک سال مرده‌است.

## موارد استفاده و منابع فرهنگی

آرم Shire of Quairading که گل آذین‌های B را به تصویر می‌کشد. میخی